# Dicranomyia (Glochina) sordida brevicula
Dicranomyia (Glochina) sordida brevicula is een ondersoort van de tweevleugelige Dicranomyia (Glochina) sordida uit de familie steltmuggen (Limoniidae). De ondersoort komt voor in het Oriëntaals gebied.